# Юнкердал
Юнкердал (норв. Junkerdal nasjonalpark) — норвежский национальный парк, находящийся на территории фюльке Нурланн. Основан в 2004 году.

## Флора и фауна
Парк известен разнообразием произрастающей на его территории флоры — в частности, арктоальпийских видов растений. Равнинные части парка покрыты лесом, горные — свободны от него. Имеются редкие виды растений — например, кассиопея четырёхгранная (Cassiope tetragona), камнеломка метельчатая (Saxifraga paniculata), колокольчик одноцветковый (Campanula uniflora), мытник волосистый (Pedicularis hirsuta). На территорию парка частично заходят ареалы ряда видов, обычно встречающихся значительно севернее: осоки камышевидной (Carex scirpoidea), мелколепестника низкого (Erigeron humilis), арники узколистной (Arnica angustifolia).
В пределах Юнкердаля обитают местные популяции росомахи. Встречаются лоси, северные олени, бурые медведи.

## Ссылки

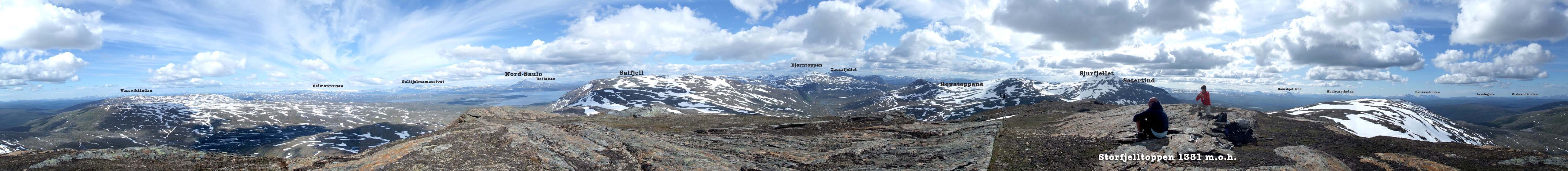
Панорама с горы Сторфьеллтоппен